# 山端庸介

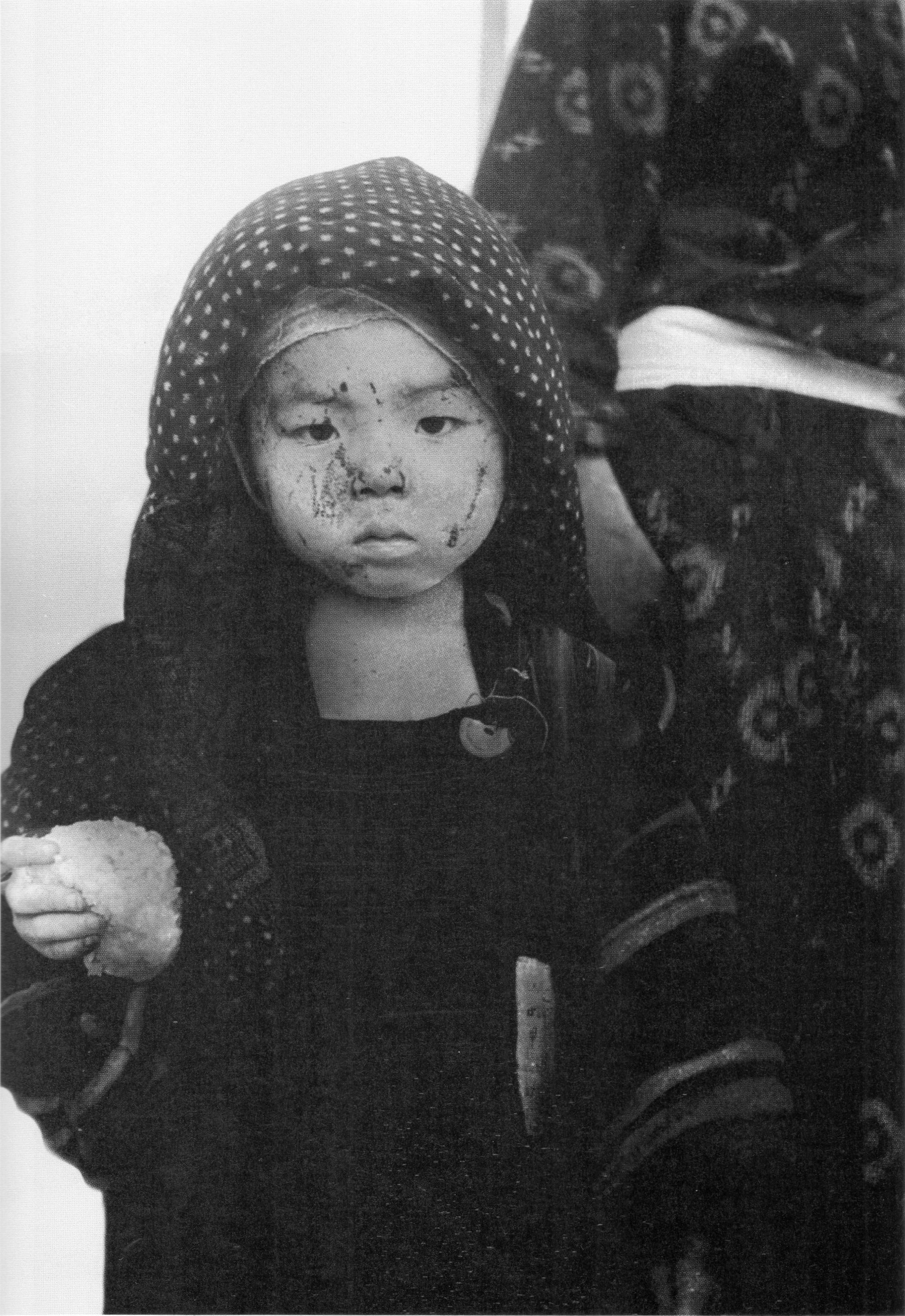
山端撮影による「おにぎりを持つ少年」 / 被爆翌日の1945年8月10日朝、長崎市井樋ノ口町（爆心地から南1.5km）で撮影された写真で、山端の原爆写真の中でも著名なものの一つである。

山端 庸介（やまはた ようすけ、1917年8月6日 - 1966年4月18日）は、日本の写真家、従軍カメラマン。法政大学中退。英領シンガポール生まれ。
長崎市への原子爆弾投下直後の1945年8月10日に市内へ入り、被害の状況を撮影した。

## 生涯

### カメラ活動の開始まで
1917年(大正6年)、シンガポールで父・山端祥玉、母・フクの長男に生まれる。山端庸介の本名は啓弌。父は当地で写真スタジオ・写真材料商を営む「サン商会」の経営者だった。祥玉は福井県勝山市生まれで、大阪・東京で写真の修業した写真家だった。1925年（大正14年）に両親、3人の妹と共に南方から帰国後、初台に住んだ。1927年（昭和2年）には父・祥玉が築地で合資会社ジーチーサン商会を設立、日本初の高速度輪転写真を始めて活躍し、国際国際宣伝企業を興して日本文化を世界に紹介した。
庸介は1933年（昭和8年）3月に青山学院中等部を修了し、同年4月に法政大学予科に入学する。1935年（昭和10年）に父からライカを譲り受け、本格的に写真を撮り始めた。1936年（昭和11年）3月に法政大学を中退。同年4月から、父が経営するジーチーサン商会の大阪支店ににカメラマンとして就職したが、その年の12月には本社の築地に転勤した。ジーチーサン商会は1943年（昭和18年）に山端写真科学研究所と改称。1943年（昭和18年）に東京有楽町の日劇および大阪高島屋の正面に掲げられた100畳敷写真大壁画「撃ちてし止まむ」の撮影・制作に関わったことで知られる。その後敗戦に伴い、1945年（昭和20年）8月31日に解散するが、翌年の1946年（昭和21年）には株式会社ジーチーサンとして再建された。

### 従軍カメラマン
庸介は、1940年（昭和15年）に、ジーチーサン商会の推薦で海軍省軍事普及部従軍写真班員として中国大陸（中支・南支）に赴任した。この時には6か月で任務を終え、帰国したが、翌1941年1月には、支那方面艦隊事務嘱託として上海の海軍武官府に駐在、一旦帰国するが、11月には海軍省軍務局第4課出仕報道事務を命ぜられた。同年5月の重慶爆撃（第5次爆撃）では自ら願って爆撃機に同乗した。当時の山端にとってカメラを使っての戦争協力は当然のことだった。山端の日記には「剣をとつて戦ふ事の出来ない身は、武器でない武器を使用出来る職能技術で国家の進路に突喊する事は、何ん等ムジュンした思想でない」と言った記述がみられる。また、「写真機持つたら、フットボールを撮るのも重慶を撮るのも、そんなに気分は変らないですネ。カメラマンといふものは写真機持つたら写真のことばかりしか考へませんからネ」とも語っている。以後、1942年（昭和17年）には台湾で写真撮影に従事、その後、インドシナ、シンガポールなどに従軍した。1943年（昭和18年）から1944年（昭和19年）の間は従軍しておらず、1944年の6月に大平さく（後に伸子と改名）と結婚。

### 長崎での撮影

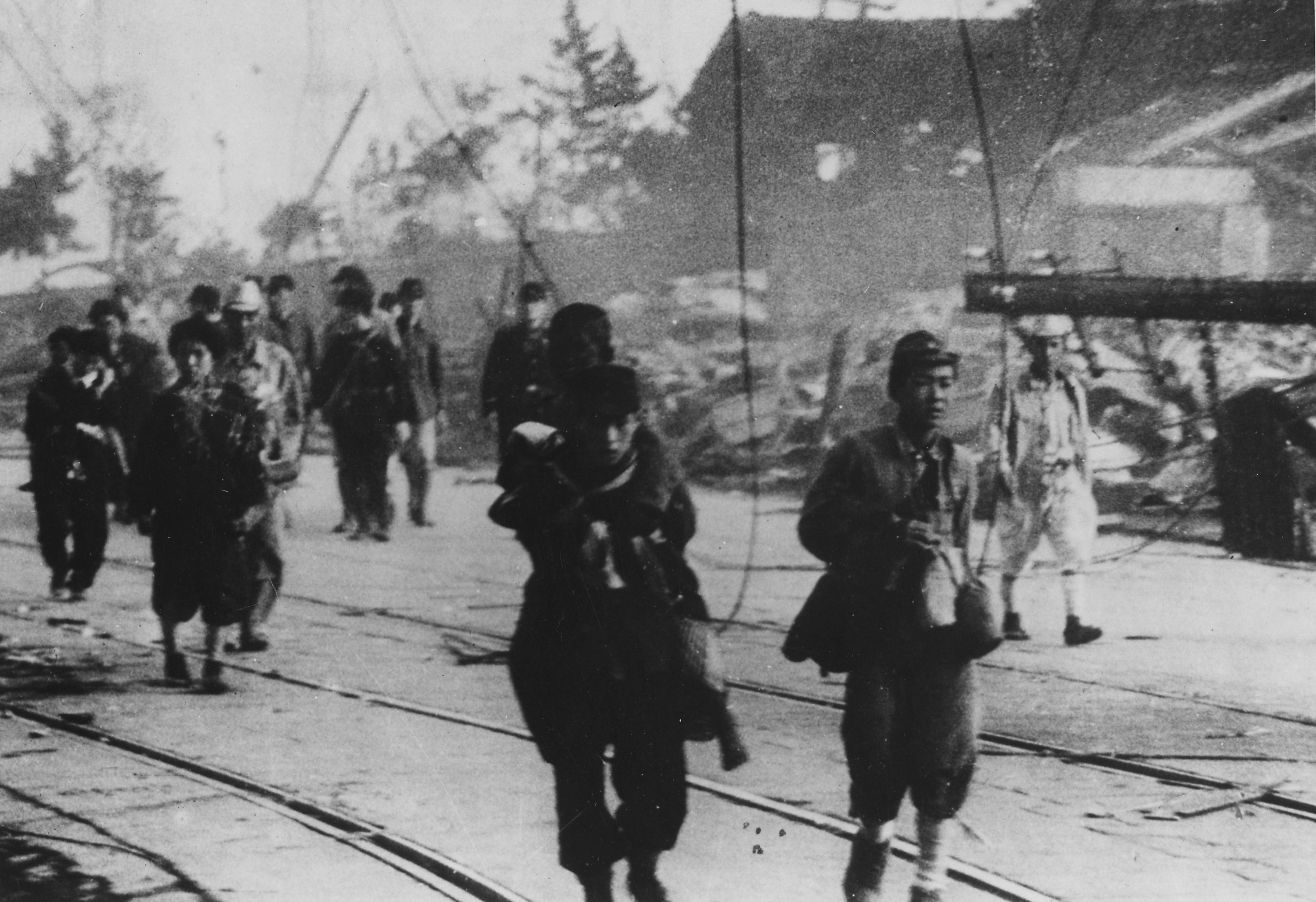
山端が撮影した爆心地方面から避難する被爆者たちの姿（市内八千代町・爆心地より2.5km）

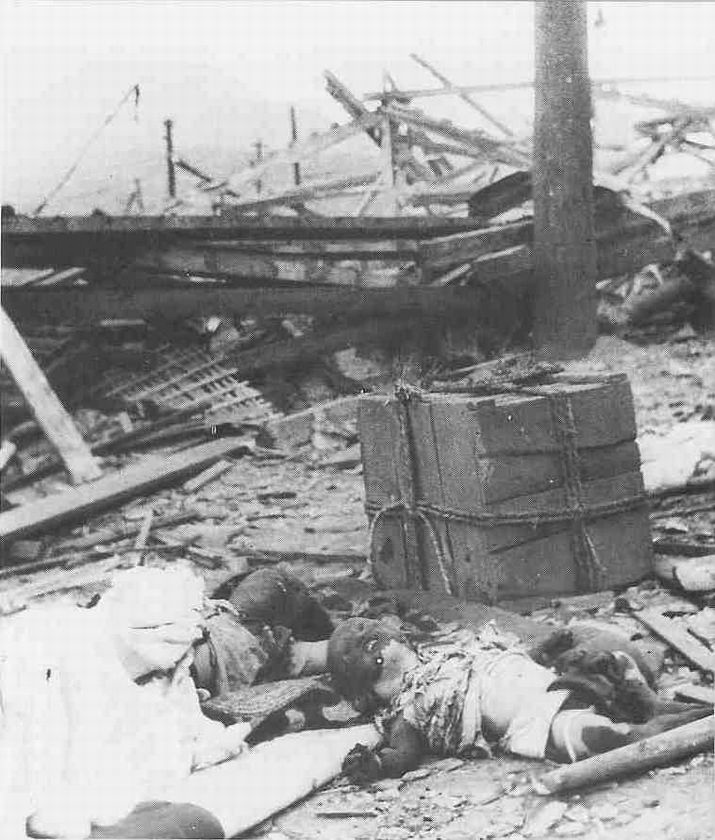
山端が撮影した被爆翌日の長崎市内 / 浦上駅構内で被爆死した母子の遺体が横たえられている（市内岩川町・爆心地より約1.0km）

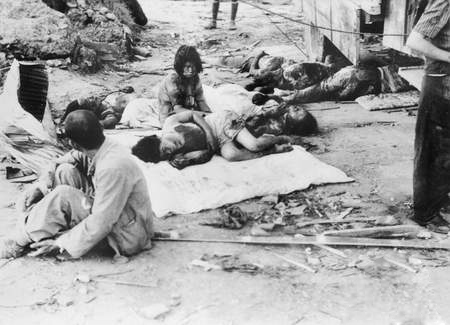
同上 / 放置されたトラックの前で救援を待つ被爆者たち（市内岩川町付近・爆心地より約1.0km）

山端は1945年（昭和20年）7月、福岡県福岡市にある陸軍の西部軍管区司令部に報道部員として徴用され、8月1日に博多の西部軍報道部に派遣された。博多への赴任は8月6日のことだった。8月9日、長崎への新型爆弾（原子爆弾）投下の一報を受け、軍の命令により同じ報道部員である作家の東潤、画家の山田栄二、下士官2人の計5人で長崎県長崎市に向う（彼に下された命は「対敵宣伝に役立つ、悲惨な状況を撮影する」ことだった）。8月10日午前3時ごろ、長崎市郊外の長崎本線道ノ尾駅に到着、その地点で列車は不通になっていたため、焦土と化した被災地を徒歩にて縦断し、大きな被害を免れた長崎市中心部の地区憲兵隊本部に赴いた。その後再び被災地にとって返し滞在約14時間で爆心地周辺など100コマを越える写真を撮影した。命令により10日のうちに博多へ戻り、フィルムの現像・焼き付けを行い、12日朝の常会で写真を披露した。当時従軍作家だった、同僚の火野葦平の勧めでネガフィルムを軍へ渡すことをやめ、自身で保管・隠匿した。終戦後は東京へ戻った。終戦後、写真の一部が『毎日新聞』（1945年8月21日）『読売報知新聞』（8月23日）『東京新聞』（8月25日）に掲載されたが、9月以降は連合軍総司令部 (GHQ) によるプレスコードにより、原爆に関するすべての報道が規制された。

### 戦後の活動
1945年（昭和20年）12月、宮内省の依頼によりアメリカの写真誌『LIFE』に掲載される天皇一家の写真を父とともに撮影した（翌年2月4日号掲載）。1946年（昭和21年）12月、父とともに東京築地にて株式会社ジーチーサンを再興（翌年同社社長に就任）。1947年（昭和22年）には名取洋之助らの『週刊サンニュース』創刊に参加した。
1946年春、山端は広島・長崎を訪れ被爆地を撮影した。1952年（昭和27年）にGHQが原爆に関するプレスコードを解き、『LIFE』9月29日号（原爆特集号）に写真が掲載された（アメリカ初の被爆者写真の公開）。また彼の写真が掲載された『記録写真　原爆の長崎』が刊行された。
1955年（昭和30年） - ニューヨーク近代美術館で開催された写真展「ザ・ファミリー・オブ・マン」に山端の原爆写真「おにぎりを持つ少年」が展示される。同展は翌年日本の会場でも開催されたが、山端はニューヨークで展示したものとは別の、黒焦げになった少年の死体写真を引き延ばしたものを展示したため、昭和天皇の参観に際し主催者が同作品をカーテンで覆い数日後に撤去した。この行動に対し伊藤逸平、渡辺勉、田中雅夫、名取洋之助らが連名で抗議を行った。ただ、山端の反応は淡々としたものだった。
1965年（昭和40年）の誕生日に病に倒れ、十二指腸癌の末期であると診断された。
1966年（昭和41年）4月18日、十二指腸乳頭部癌により死去。享年48歳。
1995年（平成7年） - 原爆記録写真の修復作業がはじまり、アメリカで展覧会「ナガサキ・ジャーニィー」が開催された。

## 写真集・関連書籍
- Rupert Jenkins（ed）,Nagasaki Journey: The Photographs of Yosuke Yamahata August 10, 1945（長崎ジャーニー･ 山端庸介写真集）,Pomegranate,1995 ISBN 0876543603
  - アメリカで山端の記録写真のネガを修復し展覧会を開催したジャーナリストの編集による写真集。
- 朝日新聞「新聞と報道」取材班『新聞と戦争』（上）、朝日新聞出版（朝日文庫）、2011年。単行本初版2008年。
- NHK取材班 『NHKスペシャル：長崎 よみがえる原爆写真』日本放送出版協会、1995年　ISBN 4140802316
  - 上記写真集をもとに制作されたNHKスペシャルのプログラム（94年8月放送）を書籍にまとめたもの。
- 『日本の写真家 第23巻：山端庸介』岩波書店、1998年　ISBN 4000083635
  - 原爆写真を含め、写真家として戦前から戦後に至るまでの仕事の全貌を紹介したもの。
- 徳山喜雄 『原爆と写真』御茶の水書房、2005年　ISBN 4275003810
  - 山端のほか、松重美人、土門拳、東松照明などによる「原爆写真」の系譜。
- 『長崎の美術1 写真/長崎』長崎県美術館、2005年
  - 2005年4月 - 5月に開催された、同館所蔵コレクションの展覧会の図録。山端以外に上野彦馬などの作品が収録されている。
- 青山雅英 『ナガサキの原爆を撮った男；評伝・山端庸介』論創社、2014年　ISBN 9784846012960
  - 山端の孫（娘の長男）による初の本格的伝記。
- 山端庸介、塩月正雄、山田栄二、塩月正雄、東潤、火野葦平 著、北島宗人 編『原爆の長崎 記録写真』第一出版社、1952年。doi:10.11501/3006462。
- 吉村文庫、山端庸介『被爆翌日 山端庸介 長崎原爆写真117枚全撮影位置解析』吉村文庫、2024年8月10日。

### 注
1. ↑  「おにぎりを持つ少年」に映っている男の子は山田伸一、当時3歳。伸一の母はヲミ（ふみこ）29歳（享年74歳で死去）で別の写真「おにぎりを持つ母と子」に2人で映っている。伸一は23才で結婚、鉄工所を立ち上げ、3人の子供、4人の孫に恵まれた。2022年（令和4年）9月16日、肝臓がんのため80歳の生涯を閉じた[1]。
2. ↑  『日本の写真家 23 山端庸介』岩波書店、1998年7月28日、ISBN 4-00-008363-5 p.60からの孫引き。オリジナルの出典は「海と空・カメラ従軍記 支那方面艦隊報道部写真班 山端庸介・石毛馨三両氏の対談」『アサヒカメラ』1942年1月号
3. ↑  かつてこの建物は、「長崎商品陳列所」と呼ばれていた。その後、「長崎商工奨励館」となり、その建物を憲兵隊が使用していた。現在この場所は、「日本銀行 長崎支店」となっている。
4. ↑  Google　ブックス、　LIFE　1946年2月4日号、　75ページから79ページに掲載。「Sunday at Hirohito's   Emperor poses for first informal pictures」Time Inc. (1946年). “LIFE　1946年2月4日号（Google ブックス）”. https://books.google.co.jp/.   Time Inc.. 2023年7月22日閲覧。
5. ↑  Google　ブックス、　LIFE　1952年9月29日号、　19ページから25ページに掲載。「WHEN ATOM BOMB STRUCK－UNCENSORED」Time Inc. (1952年). “LIFE　1952年9月29日号（Google ブックス）”. https://books.google.co.jp/.   Time Inc.. 2023年7月22日閲覧。